# 赫格尔曼足球俱乐部
赫格尔曼足球俱乐部，是立陶宛考纳斯的一家足球俱乐部，参加立陶宛足球超級聯賽的赛事。主場为立陶宛足协考纳斯训练中心。

## 历史
俱乐部成立于2009年初，拥有者为一家德国运输及物流公司——赫格尔曼运输公司。
2018年该俱乐部从乙级联赛升至甲级联赛，并在2019年获得甲级联赛的第七名。尽管如此，俱乐部还是申请了2020年超级联赛的资格。后来俱乐部撤销申请。但2021年超级联赛采用了10个比赛球队的赛制，俱乐部由此以甲级联赛第二名的位置升级至最高级的超级联赛。2021年赛季结束时取得了第五名的成绩。
2022年1月，俱乐部将其原名“赫格尔曼立陶宛足球俱乐部”改为现名。

## 外部連結
- 官方网站 （立陶宛文）